# Pedra da Galé
Pedra da Galé és un petit illot deshabitat al golf de Guinea i és una de les illes més petites de São Tomé i Príncipe.
L'illot es troba a 3,7 km de l'illa de Príncipe a la zona d'Ilhéu Bom Bom i l'illot és la part més septentrional de São Tomé i Príncipe. L'illot mesura 180 metres de SSE a NNW i el seu ample de 28 metres al sud fins a 48 metres al nord. Tot el terreny és totalment àrid. L'illot es va formar a partir d'un vent volcànic probablement separat. Durant l'Edat de Gel, era una mica més gran.
L'illot no està habitat pels humans. La fauna d'ocells, peixos i crustacis domina l'illa. Des de 2012, l'illot forma part de la Reserva de la Biosfera de l'Illa de Príncipe, que inclou Ilhéu dos Mosteiros, Bom Bom i la major part de les aigües poc profundes del nord fins a uns 100 metres per sota del nivell del mar.